# Дабстеп
Дабстеп (англ. dubstep) — жанр музики, який виник на початку 2000-х років в південному Лондоні як одне із відгалужень геріджа. За звучанням дабстеп є специфічним і характеризується ця музика темпом приблизно 138 ударів на хвилину, домінуючим низькочастотним басом і розрідженим брейкбітом на задньому плані.

## Історія
Типове для дабстепу звучання почало формуватися у 1999—2000 роках завдяки експериментам з дарк-геріджем таких продюсерів, як El-B і Zed Bias. Незабаром з'явився цілий ряд лейблів, що просували нове звучання, першим з яких ще в 2000 році став Tempa з проектом Horsepower Productions.
Сам термін дабстеп щодо цієї музики вперше в широких масах був ужитий у 2002 році Сан-Франциським журналом XLR8R, який помістив це слово на свою обкладинку разом із фотографією Horsepower Productions. Цей термін мав на увазі під собою інструментальний тустеп-герідж (тобто приставка даб посилалася на тип реміксів, коли з вокальної композиції видаляється лірика, залишаючи часом тільки приспів, а як компенсація часто додаються додаткові звукові ефекти, посилюється бас-партія).
Після виходу в 2003 році на Tempa першої частини компіляції «Dubstep Allstars», зміксованной діджеєм Hatcha, цей термін міцно увійшов у вжиток. Попри те, що вже до 2004 року на новоявлений жанр звернули увагу такі великі лейбли, як Rephlex і Planet Mu, дабстеп довгий час залишався в тіні Грайма, іншого переважно вокального гібрида тустеп-геріджа. Але завдяки хітам на кшталт Neverland від Digital Mystikz і Midnight Request Line від Skream, дабстепу відкрився шлях на національне радіо, в той час як до цього доступними були тільки піратські радіостанції. Так, одним з ключових моментів у популяризації жанру стала передача «Dubstep Warz», проведена на початку січня 2006 року в рамках щотижневого шоу The Breezeblock на BBC Radio 1, куди ведуча шоу діджей Мері Енн Хоббс запросила провідних дабстеп-музикантів. Ця трансляція викликала справжній шквал інтересу до дабстепу як у самій Великій Британії, так і по всьому світу.
В квітні 2006 року на BBC був відзнятий документальний фільм «The Sound of Dubstep». Такі хітові альбоми, як «Burial» від Burial й нові частини міксів «Dubstep Allstars», змусили протягом літа написати про дабстеп практично всі ключові друковані видання від німецького Groove до британської The Independent. Довершенням став фільм «About to Blow: Dubstep», відзнятий у серпні 2006 року телеканалом MTV Base, що ознаменувало вихід дабстепа з андеграунду в мейнстрім урбаністичної музики. Зараз dubstep знаходиться на хвилі популярності. Зростає не лише кількість прихильників цього стилю, але й кількість діджеїв, що працюють у цьому стилі. У список найбільш популярних представників стилю dubstep входять: Skream, Chase and Status, Kode9, Tapolsky та багато інших.

## Бростеп
У 2012 році відзнята реклама енергетичних напоїв «Non stop energy» у якій звучить музика у стилі бростеп «Skrillex feat. Sirah - Bangarang»

## Дабстеп в Україні
Перший національний дабстеп фестиваль SKOVORODUB пройшов в Україні у 2012 році у столичному Home Concept Club'і, і зібрав 2500 осіб. У ньому взяли участь п'ять видатних дабстеп музикантів планети: Xilent, Rednek, xKore, Millions Like Us, Document One, а також українські дабстепери — VovKING, Lime Kid та Perfecta. Промо відео фестивалю знімали в музеї Пирогово, консультував кінознавець студії Довженка, у зйомках використовувалися історичні реквізити і найперша дореволюційна бензопилка. Також використовували роботи художника для візуалізації всіх гостей фестивалю — випущені восьмисторінкові буклети, які поширювались серед жителів Києва та околиць.
Українські музиканти, що реміксували свої композиції в стилі дабстеп: Скрябін — Кинули [Архівовано 27 березня 2016 у Wayback Machine.], Пусти мене [Архівовано 4 квітня 2020 у Wayback Machine.]; Postsense — Що ж то мамо за дерево [Архівовано 12 вересня 2016 у Wayback Machine.]; Воплі Відоплясова — Танці; O.Torvald.